# (5205) 1988 CU7
(5205) 1988 CU7 (1988 CU7, 1961 TO, 1986 SG, 1988 EG2) — астероїд головного поясу, відкритий 11 лютого 1988 року.
Тіссеранів параметр щодо Юпітера — 3,556.